# Copa de baloncesto de Chipre
La Copa de baloncesto de Chipre es una competición anual organizada por la Federación Chipriota de Baloncesto desde el año 1969.

## Formato
Desde 2007 el formato de la competición cambió, participando desde entonces únicamente los equipos de la Primera División de Chipre. El sistema empleado es el de eliminatorias directas, cuartos de final, semifinales y final. El ganador se clasifica automáticamente para participar en la FIBA EuroChallenge del año siguiente.

## Palmarés
| - 1969 – Pezoporikos - 1970 – Pezoporikos - 1971 – Pezoporikos - 1972 – Pezoporikos - 1973 – APOEL - 1974 – Achilleas - 1975 – Achilleas - 1976 – Achilleas - 1977 – Achilleas - 1978 – AEL - 1979 – APOEL |  | - 1980 – AEL - 1981 – AEL - 1982 – AEL - 1983 – AEL - 1984 – APOEL - 1985 – AEL - 1986 – APOEL - 1987 – ENAD - 1988 – Achilleas - 1989 – Keravnos - 1990 – Achilleas |  | - 1991 – APOEL - 1992 – Pezoporikos - 1993 – APOEL - 1994 – APOEL - 1995 – APOEL - 1996 – APOEL - 1997 – Keravnos - 1998 – Keravnos - 1999 – Keravnos - 2000 – Achilleas - 2001 – APOEL |  | - 2002 – Apollon - 2003 – APOEL - 2004 – AEL - 2005 – Keravnos - 2006 – Keravnos - 2007 – Keravnos - 2008 – AEL - 2009 – AEL - 2010 – Keravnos - 2011 – ETHA - 2012 – Keravnos - 2013 – ETHA |  | - 2014 – Apollon - 2015 – ETHA - 2016 – APOEL - 2017 – AEK Larnaca - 2018 – AEK Larnaca - 2019 – Keravnos - 2020 – No se celebró - 2021 – AEK Larnaca - 2022 – Keravnos - 2023 - AEK Larnaca - 2024 – Keravnos - 2025 – Keravnos |

## Victorias por equipo
| Equipo      | Campeonatos | Años                                                                         |
| ----------- | ----------- | ---------------------------------------------------------------------------- |
| Keravnos    | 13          | 1989, 1997, 1998, 1999, 2005, 2006, 2007, 2010, 2012, 2019, 2022, 2024, 2025 |
| APOEL       | 12          | 1973, 1979, 1984, 1986, 1991, 1993, 1994, 1995, 1996, 2001, 2003, 2016       |
| AEL         | 9           | 1978, 1980, 1981, 1982, 1983, 1985, 2004, 2008, 2009                         |
| Achilleas   | 7           | 1974, 1975, 1976, 1977, 1988, 1990, 2000                                     |
| Pezoporikos | 5           | 1969, 1970, 1971, 1972, 1992                                                 |
| AEK Larnaca | 4           | 2017, 2018, 2021, 2023                                                       |
| ETHA        | 3           | 2011, 2013, 2015                                                             |
| Apollon     | 2           | 2002, 2014                                                                   |
| ENAD        | 1           | 1987                                                                         |